# كنيسة المسيح الملك (هامينكلن-رينغنبرغ)

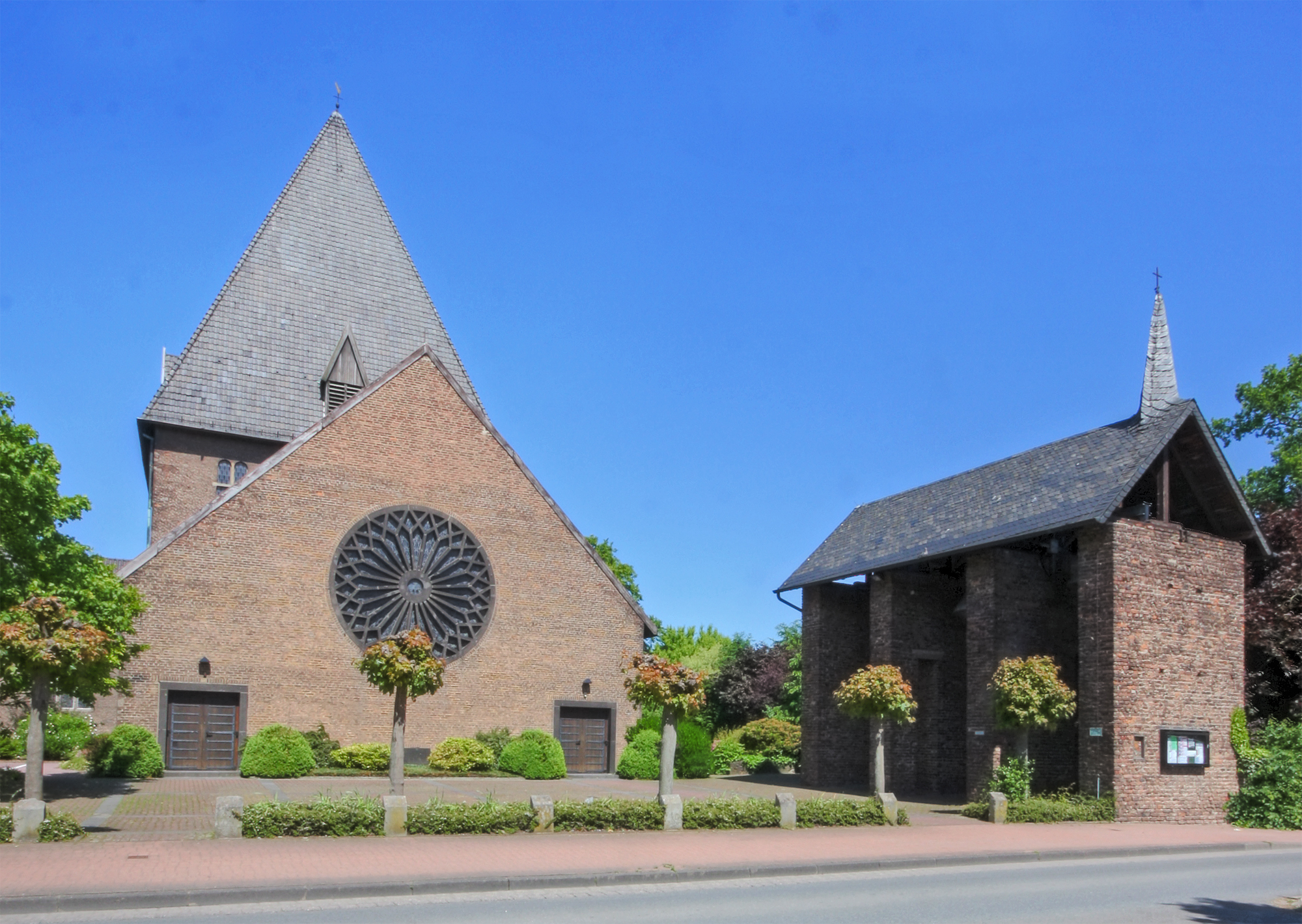
منظر الشارع

كنيسة المسيح الملك ، أو كنيسة المسيح الملك أو القديس المسيح الملك ، هي كنيسة كاثوليكية رومانية تم تكريسها في عام 1936 في منطقة رينغنبرغ في مدينة هامينكلن . باعتبارها مثالاً على عمارة الكنيسة الحديثة وباعتبارها من أعمال المهندس المعماري المعروف دومينيكوس بوم ، فإن الكنيسة لها أهمية تاريخية وبالتالي تم تسجيلها كنصب تذكاري .

## قصة

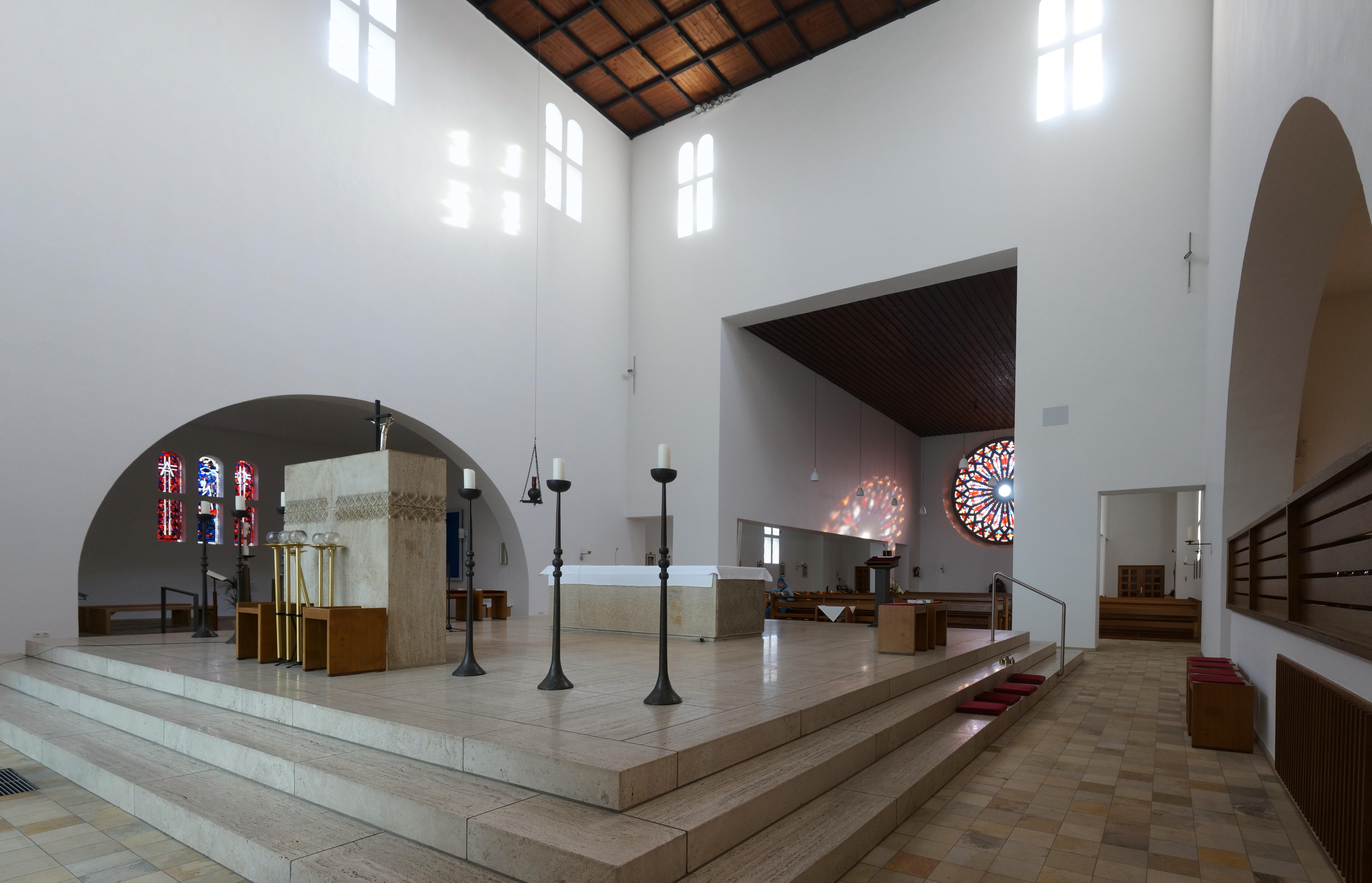
منظر داخلي مع مذبح قائم بذاته

تم التخطيط لبناء كنيسة المسيح الملك ككنيسة رعوية اعتبارًا من عام 1934، وبدأ تشييدها في نفس العام، وتم تكريسها رسميًا عام 1936. جاء تأسيسها خلال حقبة النازية، وهي فترة شهدت بناء عدد قليل نسبيًا من الكنائس في ألمانيا.
تم اختيار اسم المسيح الملك للكنيسة تماشيًا مع التوجه السائد آنذاك، وذلك بعد أن أعلن البابا بيوس الحادي عشر عام 1925 عن عيد المسيح الملك ليكون احتفالًا رسميًا في الكنيسة الكاثوليكية بأكملها.
بفضل مذبحها الحرّ، تُعد كنيسة رينغنبرغ مثالًا مبكرًا على المركزية المسيحية في العمارة الكنسية الكاثوليكية الرومانية. يركز هذا المفهوم على وضع المذبح في مركز الكنيسة بحيث تتجمع الجماعة حول مذبح الشعب، وهو نهج لم يصبح سائدًا في الكنائس الكاثوليكية عمومًا إلا خلال الستينيات، وذلك عقب المجمع الفاتيكاني الثاني وإصلاحاته الليتورجية، التي تم إقرارها عبر التعليمات الرسولية "Inter Oecumenici".
لا تزال الكنيسة محفوظة إلى حد كبير بحالتها الأصلية دون تغييرات كبيرة.
مع بناء الكنيسة الجديدة، تم فصل جماعة كنيسة رينغنبرغ عن رعية القديسة مريم العذراء - انتقال العذراء إلى السماء في هامنكلن، والتي كانت قد أُدمجت فيها بعد تأسيسها عام 1895.
في عام 2013، تم دمج عدة رعايا، وهي:
- القديسة مريم العذراء (هامنكلن)
- القديس بانكراس (دينغدن)
- القديس أنطونيوس (لويكوم)
- الصليب المقدس (ميرهوغ)
- المسيح الملك (رينغنبرغ)

وأصبحت جميعها جزءًا من الرعية الجديدة "ماريا فريديـن هامنكلن".

## وصف المبنى

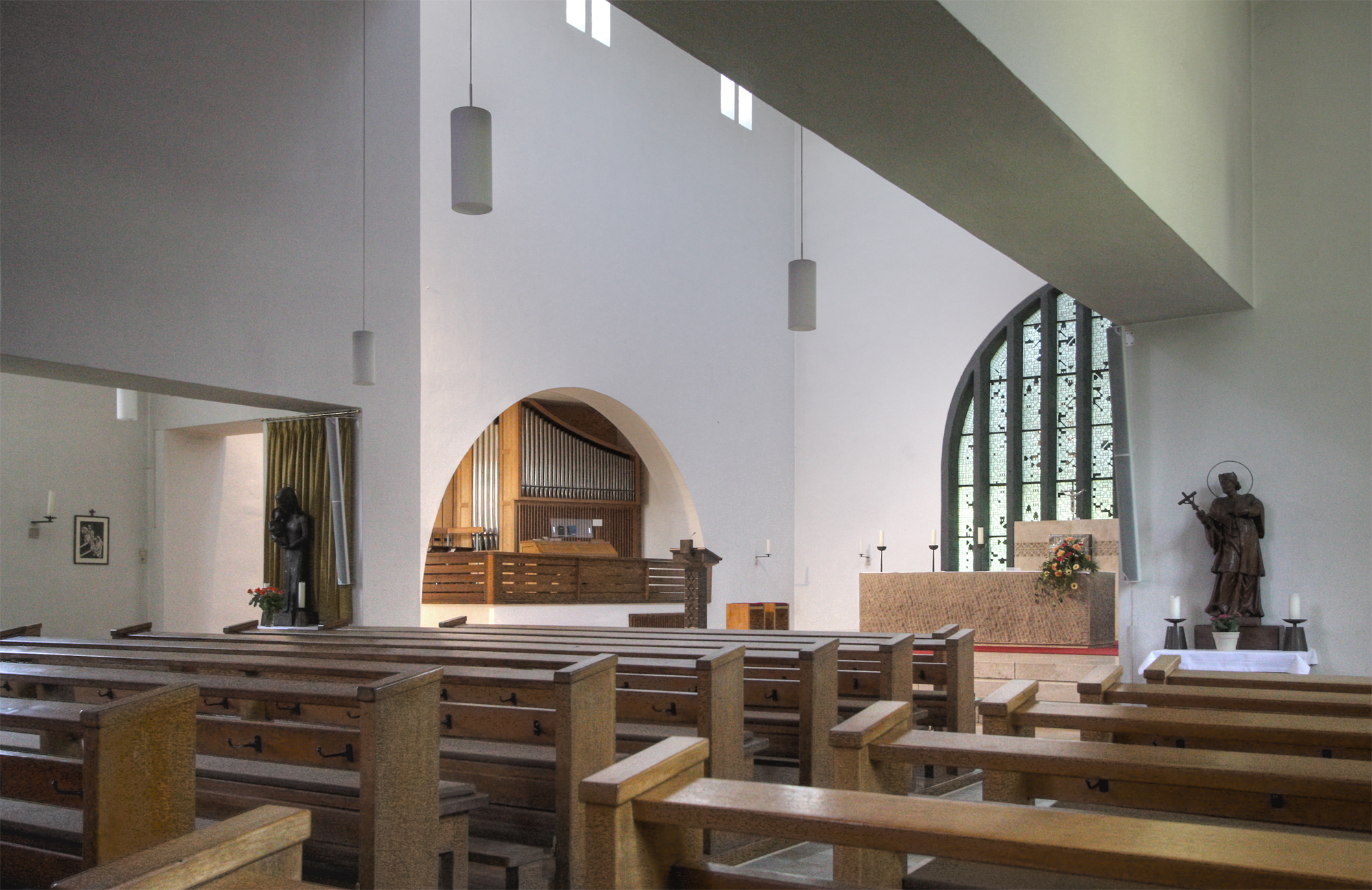
منظر من الممر الجانبي للمذبح والأورغن

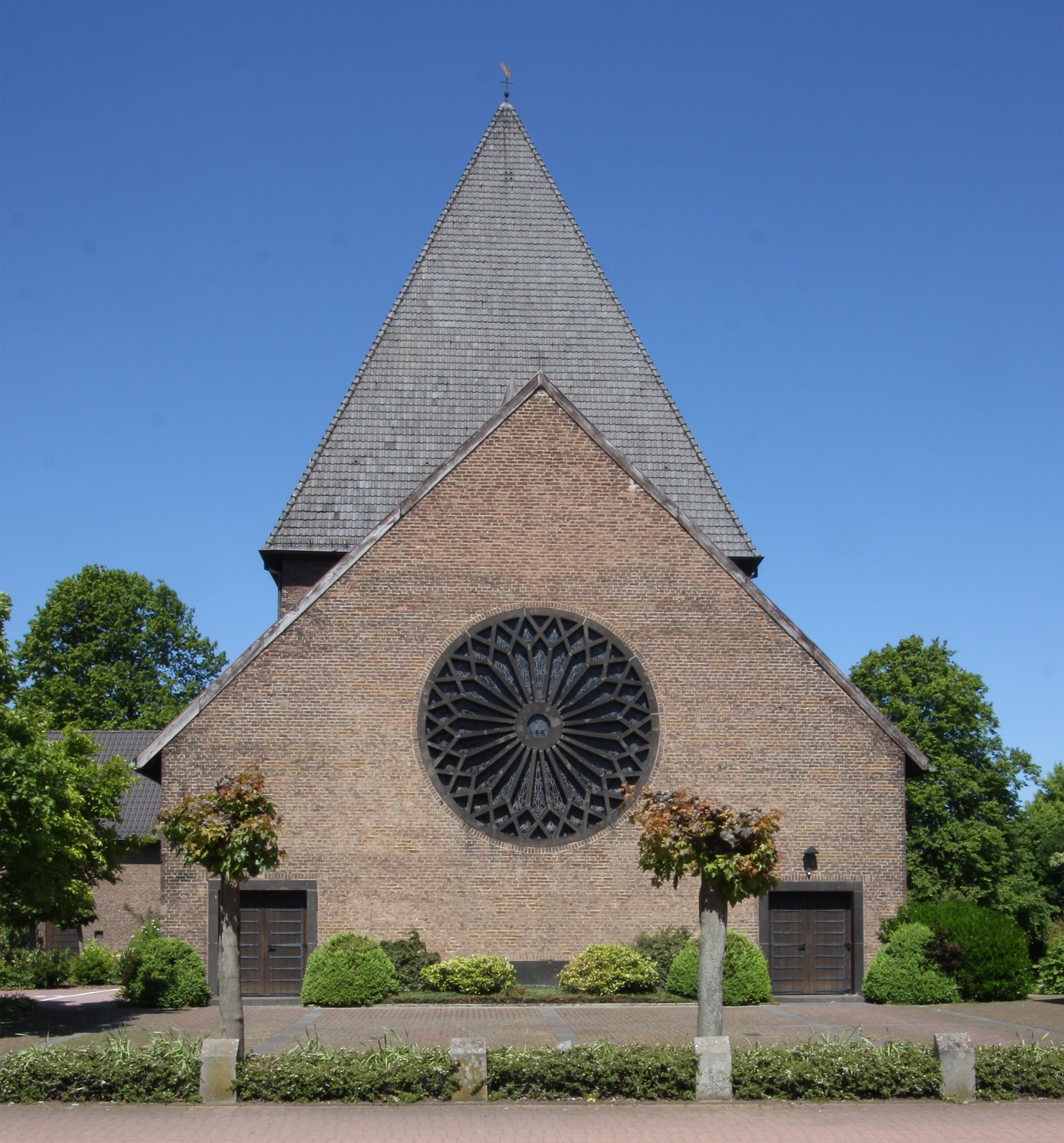
الواجهة الرئيسية مع نافذة وردية

يرتفع فضاء الكنيسة فوق مخطط أرضي بسيط على شكل صليب حرف T، حيث تتميز الكنيسة من الداخل بتصميم قاعة كنيسة بأسلوب الحداثة الوظيفية. يلتقي الصحن الرئيسي في الامتداد الطولي مع جناحين قصيرين عند تقاطع الذراع الأفقي للصليب، ليشكلان معًا مساحة مركزية مرتفعة تعلوها برج تقاطع، مضاء من خلال نوافذ ذات إطارات متقاطعة.
يرافق الصحن الرئيسي جناحان جانبيان منخفضان، مما يجعله يبدو كـ بازيليكا زائفة. يتم التحكم في الإضاءة داخل الكنيسة من خلال نافذة قوسية كبيرة ملونة خلف المذبح الحرّ، والتي تتوافق مع نافذة وردية متعددة الطيات على الجدار الخارجي المقابل.
بنيت الكنيسة باستخدام الطوب المحلي المصنوع يدويًا، وتم تغطيتها بأسقف مكسوة بالبلاط التقليدي. تبرز الكنيسة خارجيًا من خلال سقف هرمي ضخم بارز يعلو منطقة التقاطع، بالإضافة إلى النافذة الوردية المميزة في الواجهة الجملونية للبازيليكا الزائفة.
يُضفي البرج القوي، الذي يشبه برج القلعة أو برج الدفاع، مع استخدام المواد المتناغمة مع السياق المعماري المحلي، طابعًا مميزًا يتناسب مع النسيج العمراني للقرية. يقع الفناء الأمامي للكنيسة بجوار برج أجراس مفتوح من أربعة أقواس، مع سقف جملوني مغطى باللائحة، مما يشكل منطقة مميزة تفصل الكنيسة عن الشارع المحيط.

## انظر أيضا

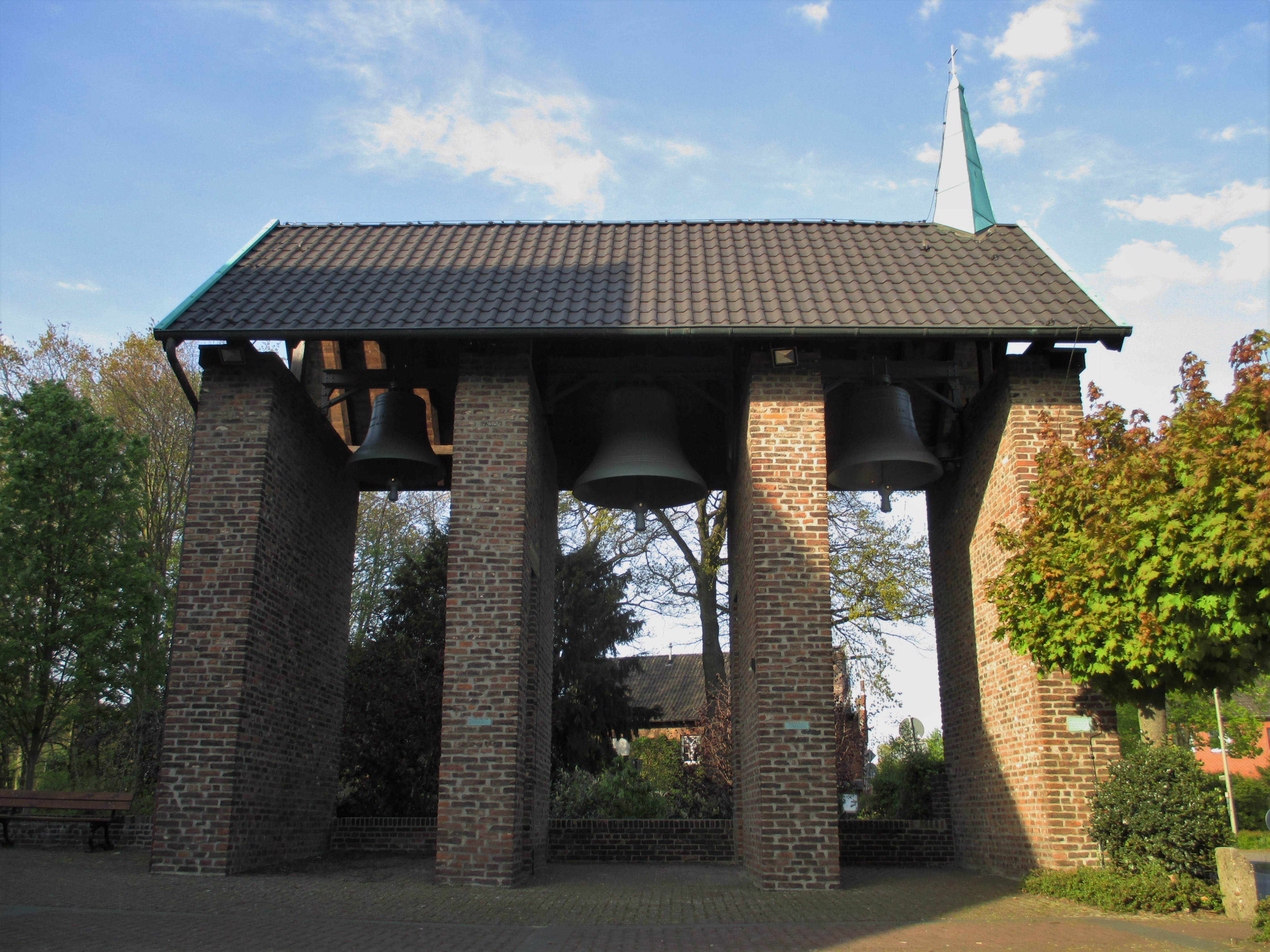
بيت الجرس في الساحة الأمامية

## الأدب
- أغسطس هوف : كنيسة القرية، هامينكلن. في: أغسطس هوف، هربرت موك ، رايموند توما: دومينيكوس بوم. مع صور لهوجو شمولز وآخرين ومقدمة بقلم جوزيف فرينجز ، شنيل وستينر، ميونيخ/زيورخ 1962، ص 510.
- ولفغانغ فويجت، إنجيبورج فلاجي (المحرران) : دومينيكوس بوم 1880–1955. توبنغن 2005، ISBN 3-8030-0646-5 ، ص 152.

## روابط الويب
- Dorfkirche. In: archINFORM.